# Diecezja nitrzańska

herb diecezji

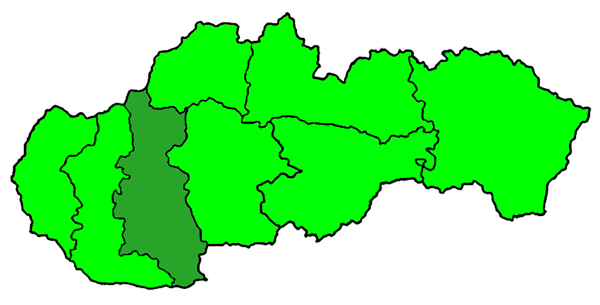
Diecezja nitrzańska (zaznaczona kolorem ciemnozielonym)

Diecezja nitrzańska (łac. Dioecesis Nitriensis, słow. Nitrianska diecéza) – katolicka diecezja słowacka położona w zachodniej części kraju. Siedziba biskupa znajduje się w katedrze św. Emmerama w Nitrze.

## Historia
Jest to najstarsza diecezja na terenie Słowacji. Początki chrześcijaństwa na tym terenie są związane z działalnością w IX w. św. Cyryla i św. Metodego, którzy działali na obszarze ówczesnego Państwa wielkomorawskiego. Diecezja została oficjalnie erygowana w 1034 przez króla węgierskiego Stefana I Wielkiego. Biskupstwo to podlegało pod metropolię ostrzyhomską.
W 1918 diecezja nitrzanska znalazła się w granicach młodej Republiki Czechosłowacji. Pomimo tego nadal należała do metropolii ostrzyhomskiej. 13 stycznia 1939 w wyniku zmiany granic parafie Czerne i Skalite przyłączono do archidiecezji katowickiej.
W 1977 stała się sufraganią metropolii bratysławskiej. Ostatnia zmiana miała miejsce 14 lutego 2008 papież Benedykt XVI przyłączył do diecezji 9 dekanatów diecezji bratysławsko-trnawskiej, natomiast część diecezji przeszła do nowej diecezji żylińskiej.

## Biskupi
- ordynariusz – bp Viliam Judák (od 2005)
- biskup pomocniczy – bp Peter Beňo (od 2021)

## Podział administracyjny
Diecezja nitrzańska składa się z 17 dekanatów:
- I: Bánovce nad Bebravou
- II: Bošany
- III: Hronský Beňadik
- IV: Lužianky
- V: Močenok
- VI: Nemšová
- VII: Nitra
- VIII: Nitrianske Rudno
- IX: Nové Zámky
- X: Radošina
- XI: Šurany
- XII: Štúrovo
- XIII: Topoľčany
- XIV: Trenczyn
- XV: Vráble
- XVI: Zlaté Moravce
- XVII: Želiezovce

## Patroni
- św. Emmeram – biskup
- św. Andrzej Świerad – pustelnik.
- św. Gorazd – biskup panońsko-morawski, metropolita na Morawach (IX/X w.), uczeń św. Metodego.
- św. Bystryk(inne języki) – biskup nitrzański w XI w.
- św. Benedykt (męczennik) – eremita